# Zeytinbağı, Musabeyli
Zeytinbağı là một xã thuộc huyện Musabeyli, tỉnh Kilis, Thổ Nhĩ Kỳ. Dân số thời điểm năm 2010 là 153 người.